# Bârsău
Bârsău é uma comuna romena localizada no distrito de Satu Mare, na região histórica da Transilvânia. A comuna possui uma área de 52.17 km² e sua população era de 2428 habitantes segundo o censo de 2007.